# Edu (cầu thủ bóng đá, sinh 2000)
Lucas Eduardo Ribeiro de Souza (sinh ngày 16 tháng 6 năm 2000), được biết đến với tên Edu, là một cầu thủ bóng đá người Brasil hiện tại đang thi đấu ở vị trí trung vệ cho câu lạc bộ Goiás tại Campeonato Brasileiro Série A, cho mượn từ Athletico Paranaense.

## Sự nghiệp thi đấu

### Cruzeiro
Sinh ra tại Belo Horizonte, Minas Gerais, Edu là sản phẩm của lò đào tạo trẻ Cruzeiro. Tháng 6 năm 2019, anh được đôn lên đội 1 bởi huấn luyện viên Mano Menezes, sau khi câu lạc bộ bán Murilo Cerqueira cho FC Lokomotiv Moscow.
Edu ra mắt chuyên nghiệp cho đội bóng vào ngày 22 tháng 1 năm 2020, khi vào sân thay cho Jadsom ở phút thứ 58 của trận thắng 2–0 trước Boa Esporte tại Campeonato Mineiro. Anh ghi bàn thắng đầu tiên cho đội bóng vào ngày 13 tháng 2, khi ghi bàn trong trận hòa 2–2 trước São Raimundo-RR tại Cúp bóng đá Brasil, anh cũng phải nhận thẻ đỏ trong trận đấu đó.

### Athletico Paranaense
Ngày 5 tháng 6 năm 2020, Edu gia nhập câu lạc bộ Athletico Paranaense tại Campeonato Brasileiro Série A bằng thỏa thuận kéo dài 4 năm, như một sự thay thế cho Robson Bambu, người chuyển sang thi đấu cho câu lạc bộ OGC Nice.

## Danh hiệu
Goiás
- Copa Verde: 2023